# Dichelonyx fulgida
Dichelonyx fulgida är en skalbaggsart som beskrevs av Leconte 1856. Dichelonyx fulgida ingår i släktet Dichelonyx och familjen Melolonthidae.

## Underarter
Arten delas in i följande underarter:
- D. f. mormona
- D. f. crotchi